# Mediolanum Forum
 (avril 2025).
Si vous disposez d'ouvrages ou d'articles de référence ou si vous connaissez des sites web de qualité traitant du thème abordé ici, merci de compléter l'article en donnant les références utiles à sa vérifiabilité et en les liant à la section « Notes et références ».
Pour les articles homonymes, voir Mediolanum (homonymie).
Le Mediolanum Forum est une salle multifonctionnelle située à Assago, dans la banlieue de Milan.
Cette salle accueille les matches du club de basket-ball de l'Olimpia Milan, ainsi que de nombreux concerts.
Elle est située sur l'avenue Milanofiori, juste en face de la station Milanofiori Forum, terminus de la branche sud-ouest de la ligne 2 du métro de Milan. Sa capacité pour le basket-ball est de 12 700 places.

## Événements
- Championnat du monde de hockey sur glace 1994
- Championnats d'Europe de patinage artistique 1998
- 1998 MTV Europe Music Awards, 12 novembre 1998
- Finale de la Coupe Davis 1998
- Super finale de la Coupe Continentale de hockey sur glace 2002-2003
- WWE Raw et WWE SmackDown, 16 avril 2007
- Championnats du monde de boxe amateur 2009
- Championnats du monde de patinage artistique 2018

Ouvert en 1990, le Mediolanum Forum accueille des concerts. Parmi les artistes et groupes qui s'y sont produits, on peut citer : Muse, Metallica, Iron Maiden, Tokio Hotel, Nirvana, Pearl Jam, Bon Jovi, Deep Purple, Depeche Mode, Cher, Janet Jackson, Celine Dion, U2, Anastacia, Madonna, David Bowie, The Smashing Pumpkins, The Spice Girls, Backstreet Boys, Whitney Houston, Mariah Carey, Skunk Anansie, Tori Amos, The Offspring, Red Hot Chili Peppers, Lenny Kravitz, Christina Aguilera, System of a Down, Elisa, Laura Pausini, Eros Ramazzotti, Destiny's Child, Rush, AC/DC, Shakira, Robbie Williams, Renato Zero, Tiziano Ferro, Kylie Minogue, Britney Spears, Beyoncé, George Michael, Take That, Gwen Stefani, Kiss, Dream Theater, The Cure, Avril Lavigne, Justin Timberlake, Mika, Queen + Paul Rodgers, Jamiroquai et tout récemment Katy Perry, Paul McCartney, blink-182 et Violetta.Got Me Started Tour (TINI STOESSEL)
Concerts de Madonna : du 13 au 15 juin 2001 (pour le Drowned World Tour), les 23 et 25 novembre 2023 (pour le Celebration Tour).
Concerts de Lady Gaga : 4 novembre 2014 pour Artrave: The Artpop Ball puis le 18 janvier 2018 pour The Joanne World Tour

## Jeux olympiques d'hiver de 2026
Le Mediolanum Forum accueillera les épreuves de patinage artistique et de short track des Jeux olympiques d'hiver de 2026.